# Konstantinowka (obwód amurski)
Konstantinowka (ros. Константиновка) – wieś w Rosji, w obwodzie amurskim, ośrodek administracyjny rejonu konstantinowskiego. W 2010 liczyła 5329 mieszkańców.